# Élection partielle québécoise de 2014
L'élection partielle québécoise de 2014 a lieu dans Lévis (circonscription provinciale) le 20 octobre 2014 à la suite de la démission du député caquiste Christian Dubé. 

## Contexte
Le 15 août 2014 Christian Dubé, député caquiste de Lévis (circonscription provinciale), démissionne de son mandat afin de devenir premier vice-président de la Caisse de dépôt et placement du Québec.
L'élection partielle visant à sa succession a lieu le 20 octobre 2014 et mène à l'élection du journaliste François Paradis, candidat de la Coalition avenir Québec, qui obtient 46,79 %.

## Résultats
|                                                                                               | Nom                      | Parti                        | Nombre de voix | %      | Maj.  |
| --------------------------------------------------------------------------------------------- | ------------------------ | ---------------------------- | -------------- | ------ | ----- |
|                                                                                               | François Paradis         | Coalition avenir             | 10 110         | 46,8 % | 3 096 |
|                                                                                               | Janet Jones              | Libéral                      | 7 014          | 32,5 % | -     |
|                                                                                               | Alexandre Bégin          | Parti québécois              | 1 788          | 8,3 %  | -     |
|                                                                                               | Yv Bonnier Viger         | Québec solidaire             | 1 654          | 7,7 %  | -     |
|                                                                                               | Adrien D. Pouliot        | Conservateur                 | 503            | 2,3 %  | -     |
|                                                                                               | Alex Tyrrell             | Vert                         | 238            | 1,1 %  | -     |
|                                                                                               | François Thériault       | Option nationale             | 168            | 0,8 %  | -     |
|                                                                                               | Maxime Lapointe          | Indépendant                  | 60             | 0,3 %  | -     |
|                                                                                               | Daniel Lachance          | Unité nationale              | 30             | 0,1 %  | -     |
|                                                                                               | Grégoire Bonneau-Fortier | Parti indépendantiste (2008) | 27             | 0,1 %  | -     |
|                                                                                               | Guy Boivin               | Équipe autonomiste           | 13             | 0,1 %  | -     |
| Total                                                                                         | Total                    | Total                        | 21 605         | 100 %  |       |
| Le taux de participation lors de l'élection était de 46,3 % et 165 bulletins ont été rejetés. |                          |                              |                |        |       |

Trois chefs de partis sont candidats : Alex Tyrrell, chef du Parti vert du Québec, Guy Boivin, chef d'Équipe autonomiste et Adrien D. Pouliot, chef du Parti conservateur du Québec.